# ابراموویس پریواتن
ابراموویس پریواتن (به لاتین: Abramowice Prywatne) در لهستان است که در Gmina Głusk واقع شده‌است.

## خصوصیات
ابراموویس پریواتن ۳۵۰ نفر جمعیت دارد.